# Pahvantia
Pahvantia (лат.) — вымерший род членистоногих из семейства Hurdiidae отряда Radiodonta, обитавших в кембрийском периоде. Род включает единственный вид Pahvantia hastata, найденный в сланцах Уилер и формации Марджум в штате Юта, США. Хотя изначально животное считалось фильтратором, использовавшим большое количество предполагаемых щетинок, позднее эти структуры рассмотрены как ошибочно интерпретированный стволовой материал придатка.

## Описание

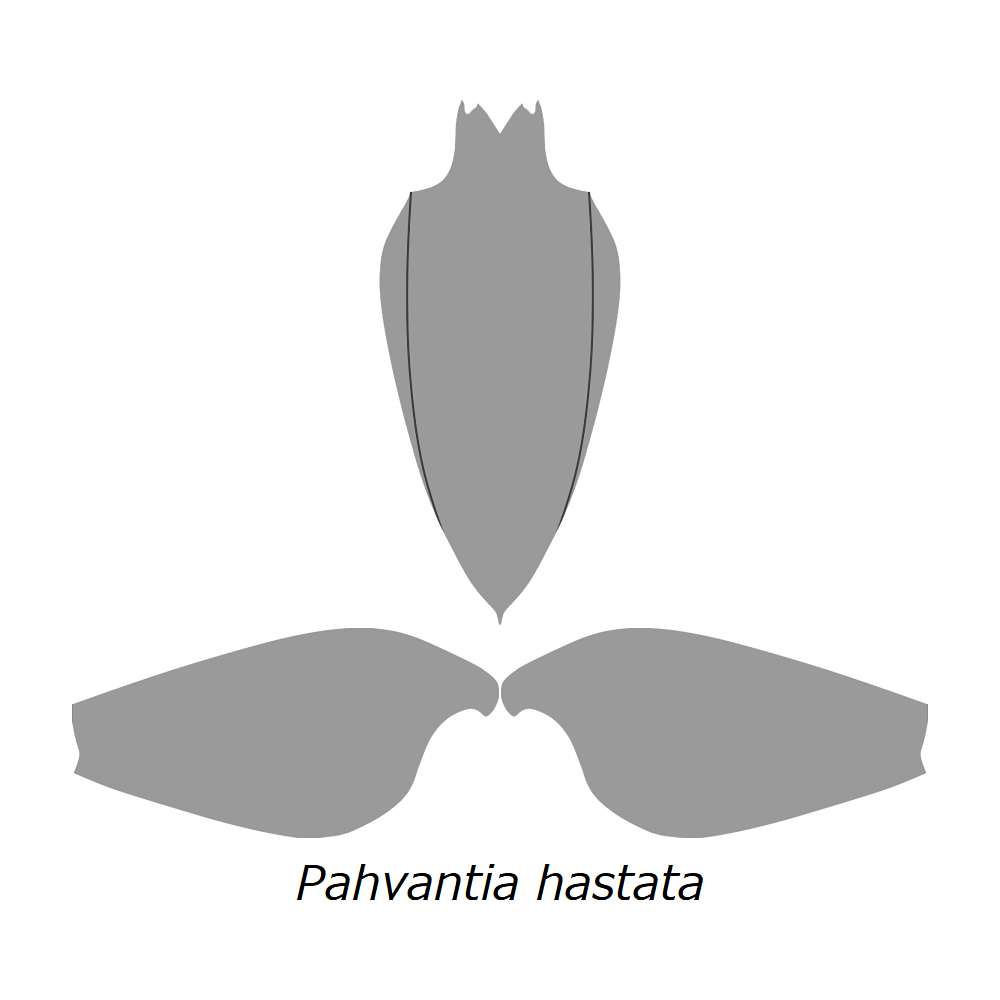
Головные склериты
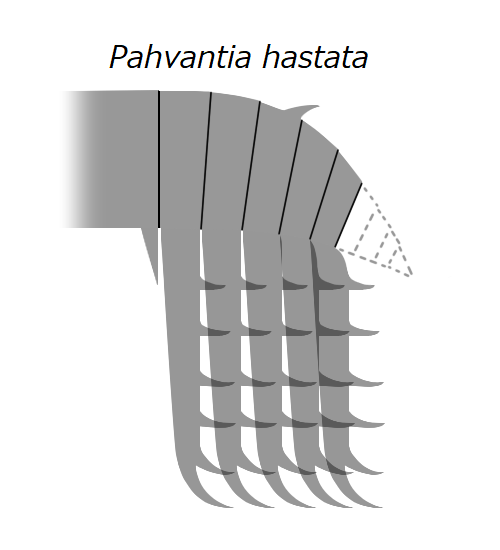
Передние придатки
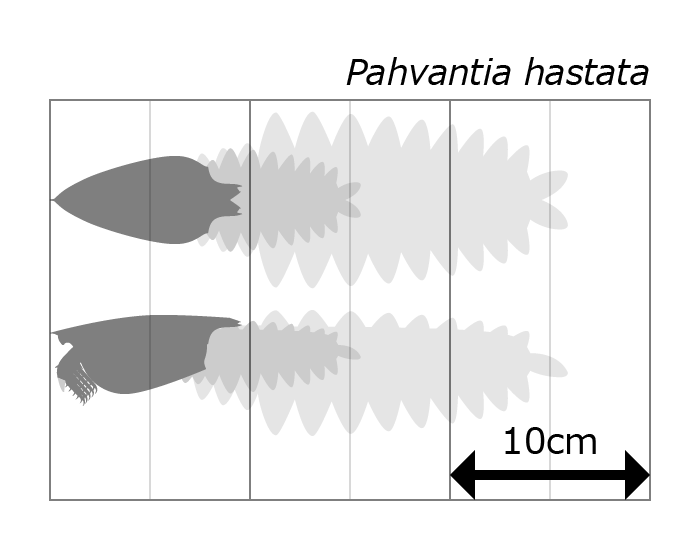
Оценочный размер
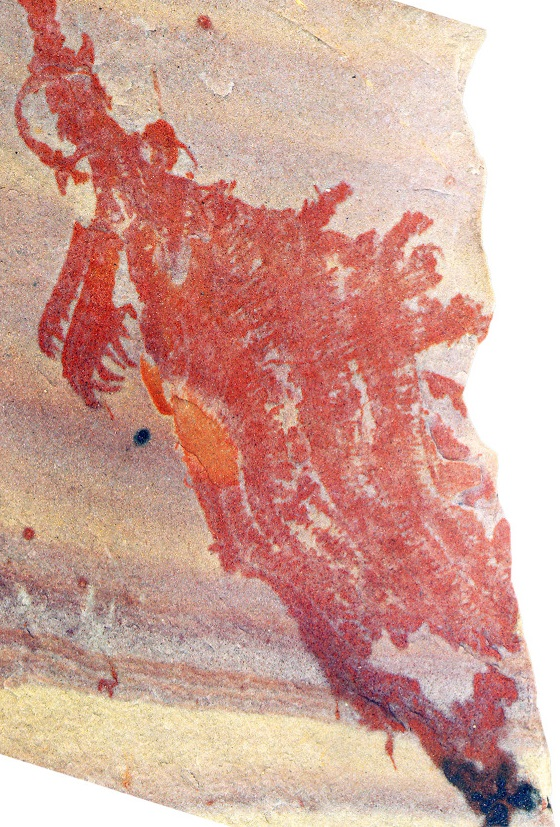
KUMIP 314089
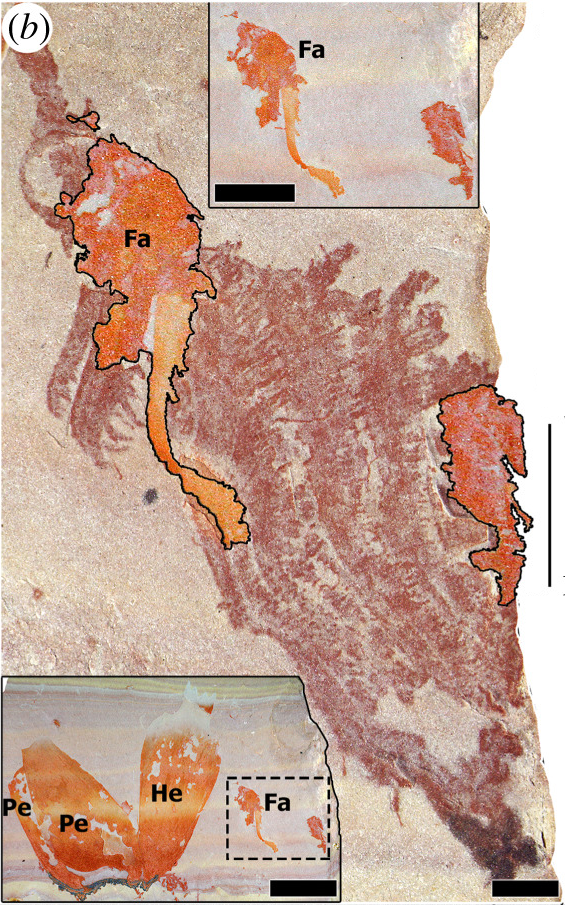
KUMIP 314089 в сравнении с противолежащим аналогом, где отмечены возможные подомеры

Родовое название Pahvantia образовано от племени павантов из западной Юты. Первоначально животное описали как возможного артропода с неизвестным родством. Один образец, описанный как Proboscicaris agnosta, изначально считавшийся двустворчатым членистоногим, сейчас опознан как головные щитки рода Hurdia.
Pahvantia — относительно небольшой Radiodonta длиной до 25 см. Как и у многих других представителей Hurdiidae, у животного имелся большой спинной головной щиток (H-элемент), его длина более чем вдвое превосходит ширину. Судя по фронтальному придатку, морфология Pahvantia сильнее всего напоминает Hurdia, хотя форма щитков достаточно различается, чтобы рассматривать Pahvantia как отдельный род.

### Интерпретация фронтального придатка

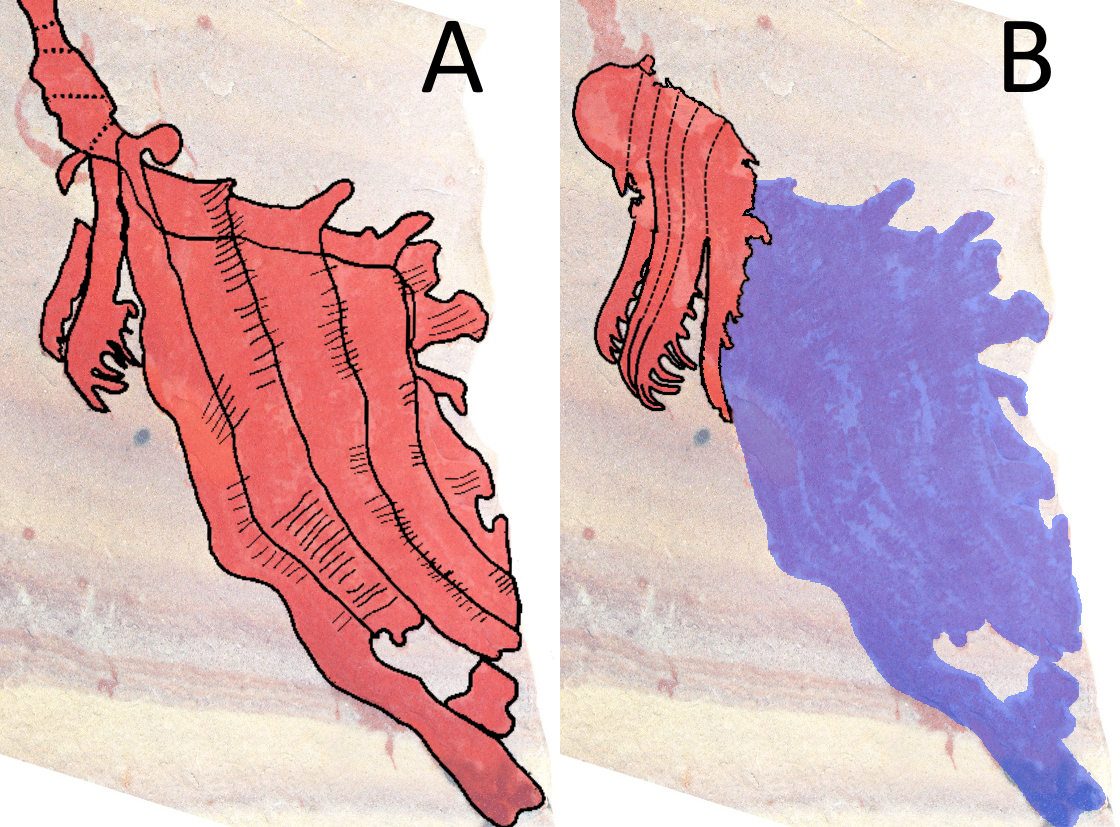
Различные интерпретации KUMIP 314089: полная окаменелость как передний придаток-фильтратор (A) и более короткий, как у Hurdia, передний придаток с такими стволовыми элементами как режущие лопасти (B)

Lerosey-Aubril и Pates (2018) полагали, что образец KUMIP 314819 — это передний придаток со множеством длинных волосковых структур, в дальнейшем интерпретированных как возможные щетинки. Предполагалось, что у переднего придатка два разных типа эндитов: два проксимальных коротких с массивными пластинчатыми структурами различной ширины и пять, предположительно непарных, в два-три раза шире и примерно в три раза длиннее, с многочисленными щетинками на передних краях. Однако Moysiuk и Caron (2019) поставили под вопрос данную версию по таким причинам, как неестественная сохранность ископаемых из-за гибкости структур, отсутствие различий между подомерами и эндитами, которые описали Lerosey-Aubril и Pates (2018), слишком большой передний придаток по сравнению с другими Hurdiidae. Считалось, что вся морфология «лобного придатка» демонстрирует несколько рядов пластинок и, возможно, является разрозненными эндитами. Из-за статуса сохранности исследователи посчитали, что морфология лобного придатка неясна. В 2021 году Moysiuk и Caron заново интерпретировали морфологию Pahvantia hastata вместе с описанием Titanokorys. Исследователи сравнили части образца KUMIP 314819 и аналог, обнаружив сходство с фронтальным придатком Hurdia. «Два проксимальных коротких эндита разной ширины» из описания Lerosey-Aubril и Pates (2018) в действительности являются одним эндитом и тремя вышележащими эндитами. Другие «пять эндитов с многочисленными щетинками» больше похожи на жаберные (щетинковые) лопасти на стволовых сегментах.

## Палеоэкология
Изначально Pahvantia считалась одним из примеров свободноплавающих фильтраторов среди Radiodonta наряду с Aegirocassis и Tamisiocaris, использовавшим многочисленные щетинки на переднем придатке для ловли микроскопических частиц пищи, взвешенных в толще воды. Однако последующая интерпретация морфологии животного предполагает, что Pahvantia вела нектобентосный образ жизни, хватая крупную добычу с поверхности дна или из грунта.